# Виммер, Франц Эльфрид
Франц Э́льфрид Ви́ммер (нем. Franz Elfried Wimmer, 1881—1961) — австрийский священник и ботаник, специалист по растениям подсемейства Лобелиевые.

## Биография
Эльфрид Виммер родился 30 ноября 1881 году в Нижнем Шремсе в семье фермера из Вальдвиртеля. Учился богословию и естественным наукам в Венском и Грацском университетах. С 1905 года преподавал естественную историю в Австрийской школе Св. Георгия в Стамбуле. В 1907 году стал священником.
В свободное время Виммер путешествовал по Малой Азии, обогащая свой ботанический гербарий. С 1918 по 1958 он был сначала священником в Вене, затем капелланом в Вамперсдорфе. Одновременно он фактически работал научным сотрудником Венского музея естественной истории и возглавлял Елизаветинский госпиталь Сестёр милосердия в Вене. В 1944 году он был назначен его корреспондентом.
Виммер был автором раздела книги А. Энглера Das Pflanzenreich, посвящённого лобелиевым, выходившего в 1943—1953.
2 мая 1961 года Франц Эльфрид Виммер скончался.
Основной гербарий Э. Виммера хранится в Венском музее естествознания (W). Также образцы, собранные им, хранятся в Берлинском ботаническом музее (B), Женевском ботаническом саду (G), Ботанических садах Кью (K), Мичиганском университете (MICH), Нью-Йоркском ботаническом саду (NY) и Смитсоновском институте (US).

## Некоторые научные работы
- Wimmer, F.E. Burmeistera (неопр.) // Repertorium specierum novarum regni vegetabilis. — 1932. — Т. 30. — С. 1—52.

## Роды и некоторые виды растений, названные в честь Ф. Э. Виммера
- Neowimmeria O.Deg. & I.Deg., 1965
- Centropogon wimmeri Standl., 1938
- Trematolobelia wimmeri O.Deg. & I.Deg., 1968